# Dolichopeza (Trichodolichopeza) cathedralis
Dolichopeza (Trichodolichopeza) cathedralis is een tweevleugelige uit de familie langpootmuggen (Tipulidae). De soort komt voor in het Afrotropisch gebied.